# Nogent-sur-Oise
Nogent-sur-Oise – miejscowość i gmina we Francji, w regionie Hauts-de-France, w departamencie Oise.
Według danych na rok 1990 gminę zamieszkiwało 19 537 osób, a gęstość zaludnienia wynosiła 2619 osób/km² (wśród 2293 gmin Pikardii Nogent-sur-Oise plasuje się na 9. miejscu pod względem liczby ludności, natomiast pod względem powierzchni na miejscu 650.).

## Polonia
Dużą część mieszkańców Nogent-sur-Oise stanowią Polacy i Francuzi polskiego pochodzenia. Są to głównie powojenni emigranci oraz ich potomkowie. W mieście działa polsko-francuskie stowarzyszenie zrzeszające miłośników obu krajów.

## Miasta partnerskie
- Kraśnik
- Beverley

21 lutego 2020 mer gminy zadecydował o zawieszeniu współpracy z Kraśnikiem, z powodu ustawy broniącej gminę przed ideologią LGBT.